# Mów prawdę!
Mów prawdę (biał. Гавары праўду) – kampania społeczna na Białorusi, rozpoczęta 25 lutego 2010 roku. Jej inicjatorem i przewodniczącym jest poeta Uładzimir Niaklajeu. Deklarowanym celem kampanii jest zbieranie i rozpowszechnianie informacji o realnym stanie białoruskiego państwa i społeczeństwa. Kampania była bazą dla kandydowania Uładzimira Niaklajewa w wyborach prezydenckich w 2010 roku i jest kontynuowana po wyborach. Aktywiści kampanii (w tym Niaklajeu) wielokrotnie byli prześladowani i aresztowani przez władze białoruskie.
8 kwietnia 2015 Uładzimir Niaklajeu ogłosił rezygnację z udziału w strukturach opozycyjnych, w tym kampanii „Mów prawdę!”, tłumacząc to przede wszystkim niepowodzeniem prób wyłonienia wspólnego kandydata opozycji demokratycznej na wyborach prezydenckich w 2015 roku.
W kwietniu 2015 kampania „Mów prawdę!” zatwierdziła jako kandydatkę na prezydenta w wyborach 2015 roku Taccianę Karatkiewicz. Kandydatura ta uzyskała poparcie Białoruskiego Frontu Ludowego oraz Białoruskiej Socjaldemokratycznej Partii.
28 maja 2015 przewodniczącym kampanii „Mów prawdę!” został wybrany Andrej Dźmitryjeu.